# そのスピードで
「そのスピードで」は、1999年1月27日に発売されたthe brilliant greenの5枚目のシングル。発売元は、ソニーレコード。

## 解説
- 前作に引き続いてオリコンシングルチャートで首位を獲得した。
- 初回限定盤はジャケットの星の部分とアーティスト名、タイトル名がホログラムジャケット仕様になっている。裏ジャケットに書いてある英字は2曲目の歌詞の一部である。
- 一番のサビの歌詞は、川瀬が飛行機で作詞作業をしている最中窓の外を見ると月の光が翼に反射していたことから思いついたという。

## 収録曲
全曲 作詞：川瀬智子、作曲：奥田俊作、編曲：the brilliant green
1. そのスピードで
フジテレビ系ドラマ「Over Time-オーバー・タイム」主題歌
2. Rock'n Roll (Live At Shibuya Club Quattro)
渋谷クアトロでのライブの模様を収録したライブ音源。オリジナル・ヴァージョンはアルバム『the brilliant green』に収録
3. そのスピードで (Backing Track)

## 収録アルバム
- TERRA2001（#1）
- complete single collection '97-'08 (#1)
- THE SWINGIN' SIXTIES